# 长柄熊巴掌
长柄熊巴掌（学名：[Phyllagathis cavaleriei var. wilsoniana] 错误：{{Lang}}：文本有斜体标记（帮助））为野牡丹科锦香草属下的一个变种。

## 扩展阅读
- 維基物種上的相關：长柄熊巴掌